# اينزو لاروسا
اينزو لاروسا (بالإسبانية: Enzo Larrosa) هو لاعب كرة قدم أوروغواياني، ولد في 21 أبريل 2001 في بروغريسو ‏ في الأوروغواي.

## وصلات خارجية
- اينزو لاروسا على موقع قاعدة بيانات كرة القدم.إي يو (الإنجليزية)
- اينزو لاروسا على موقع Soccerway.com (الإنجليزية)
- اينزو لاروسا على موقع عالم كرة القدم.نت (الإنجليزية)